# Laufzeitverlängerung deutscher Kernkraftwerke
Eine Laufzeitverlängerung deutscher Kernkraftwerke wurde gefordert, nachdem im Jahr 2000 erstmals ein „Atomausstieg“ vereinbart worden war. Im Herbst 2010 wurden die Reststrommenge verlängert, aber angesichts der Nuklearkatastrophe von Fukushima wurden im Sommer einige ältere Kernkraftwerke stillgelegt, die Abschaltung der modernen Reaktoren wurde bis Ende 2022 festgeschrieben. Infolge des russischen Überfalls auf die Ukraine wurden die letzten drei deutschen Kernreaktoren allerdings bis zum 15. April 2023 weiterbetrieben.
Der Ausstieg aus der Kernenergie wurde erstmals im Jahr 2000 in dem Atomkonsens genannten Vertrag der Bundesrepublik mit den Betreibergesellschaften der KKW geregelt. Auf Grundlage des Vertrags wurde das Atomgesetz 2002 mit den Stimmen der damaligen rot-grünen Bundestagsmehrheit novelliert.
Der Bundestag beschloss am 28. Oktober 2010 eine weitere Novelle des Atomgesetzes (Bundestagsmehrheit durch CDU/CSU und FDP) für eine Laufzeitverlängerung in der Form, dass die vor 1980 in Betrieb gegangenen sieben Anlagen Strommengen für zusätzliche acht Betriebsjahre erhielten und die übrigen zehn Kernreaktoren Strommengen für zusätzliche 14 Jahre erhielten.
Durch das Dreizehnte Gesetz zur Änderung des Atomgesetzes wurde die Laufzeitverlängerung aufgrund des öffentlichen Widerstands nur kurz darauf wieder zurückgenommen, das Gesetz trat am 6. August 2011 in Kraft.

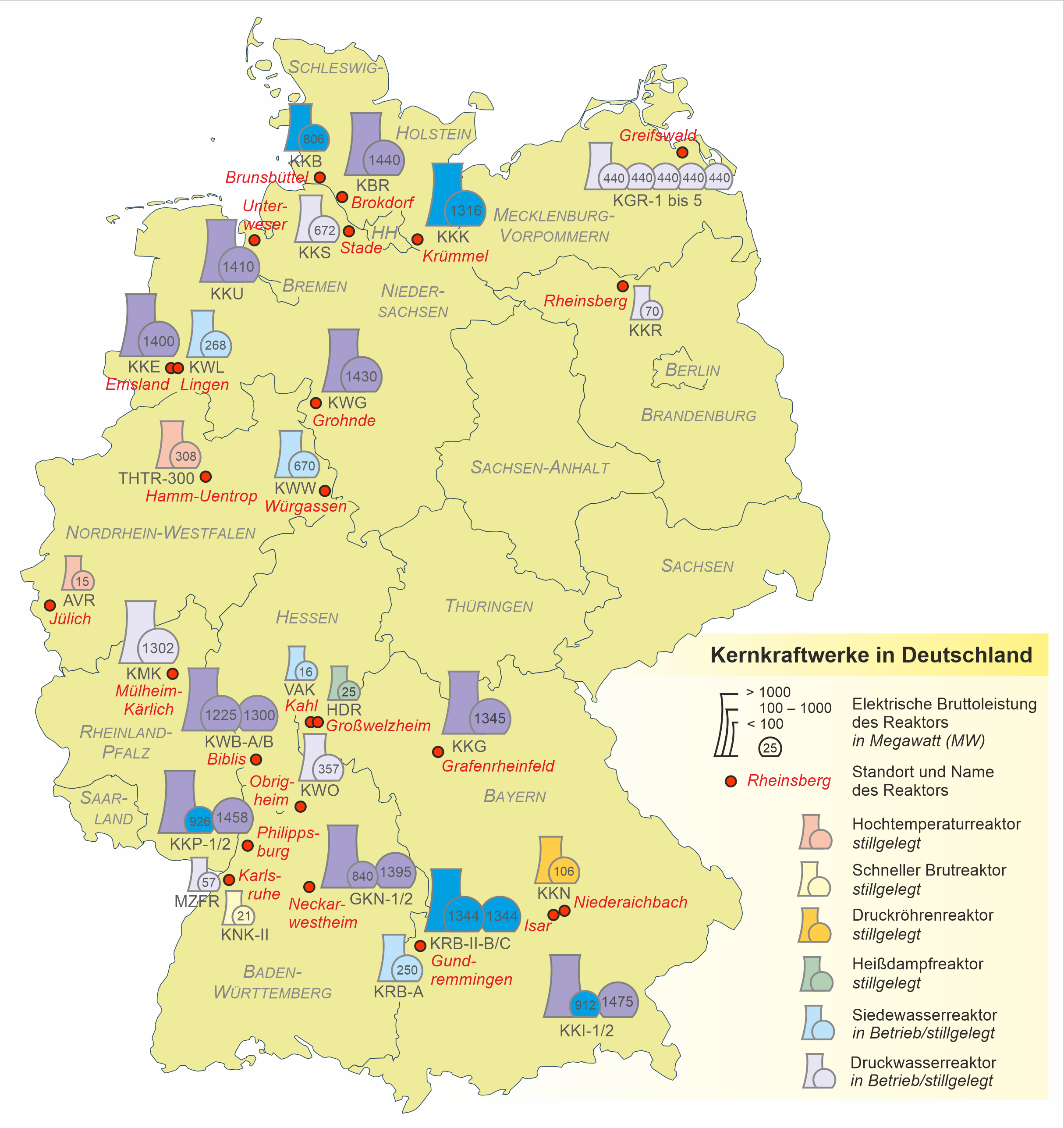
Deutsche Kernkraftwerke

## Verlauf der politischen Debatte
Die Parteien CDU, CSU und FDP kündigten im Wahlkampf 2009 an, das Atomgesetz im Fall eines Wahlsiegs zu ändern und die Laufzeiten von deutschen Kernkraftwerken zu verlängern. Diese Absicht bekundeten sie auch im Koalitionsvertrag, den sie nach der Bundestagswahl Ende Oktober 2009 schlossen.
Der Koalitionsvertrag enthält folgende Formulierungen zur Energiepolitik.
Aus dem Koalitionsvertrag (S. 29): „Kernenergie wird als Brückentechnologie gesehen, die erneuerbare Energien bis zu deren verlässlichen Einsatz ersetzen soll. Laufzeiten sollen unter Einhaltung deutscher und internationaler Sicherheitsstandards verlängert werden, das Neubauverbot bleibt bestehen. Voraussetzungen zur Laufzeitverlängerung sind Regelungen zu Betriebszeiten der Kraftwerke, Sicherheitsniveau, Vorteilsausgleich und Mittelverwendung zur Erforschung von erneuerbaren Energien. Das Moratorium zur Erkundung des Salzstockes Gorleben wird unverzüglich aufgehoben.“
Norbert Röttgen, damals Bundesumweltminister signalisierte Anfang 2010, dass er eine Laufzeitverlängerung von maximal zehn Jahren für ausreichend hält. Wirtschaftsminister Rainer Brüderle (FDP) forderte später eine Laufzeitverlängerung von mindestens 15 Jahren.
Im Sommer 2010 dachte die Bundesregierung 'laut darüber nach', längere Laufzeiten für Kernkraftwerke meistbietend an die KKW-betreibenden Energiekonzerne zu versteigern (analog zur Versteigerung der Mobilfunklizenzen etwa 10 Jahre zuvor). Sie äußerte Hoffnung auf Wettbewerb, Milliardengewinne und Transparenz. Opposition und Umweltverbände äußerten sich scharf ablehnend.
Die vier KKW-betreibenden Energiekonzerne wollten nicht einer Regelung zustimmen, die die nächste Bundesregierung wieder rückgängig machen könnte. Deshalb strebten sie an, neue Regeln mit der Regierung vertraglich zu vereinbaren und dabei (prohibitiv) hohe Konventionalstrafen zu vereinbaren für den Fall, dass eine spätere Bundesregierung den Vertrag ändern möchte. Im August 2010 initiieren die Energieversorger öffentlich den Energiepolitischen Appell.

### Energiekonzerne drohen mit Atomausstieg
Im August 2010 drohten die Energiekonzerne damit, sofort alle Reaktoren abzuschalten, sollte die Bundesregierung bei ihren Plänen für eine Brennelementesteuer bleiben.
Zuvor hatten die Stromversorger Versorgungslücken prognostiziert, sollten ihre Kernkraftwerke wie im Atomkonsens geplant vom Netz gehen.

### Externe Gutachten
Drei von der Bundesregierung (Koalition aus CDU, CSU und FDP) bei externen Instituten bestellte Gutachten wurden der Bundesregierung am 27. August 2010 für die Studie „Energieszenarien für das Energiekonzept der Bundesregierung“ übergeben.
Die drei Institute sind:
- das Energiewirtschaftliche Institut an der Universität zu Köln (EWI)
- das Prognos-Institut in Basel (Schweiz) und die
- Gesellschaft für Wirtschaftliche Strukturforschung (gws) in Münster.

Die Neutralität des EWI wurde angezweifelt; sein Direktor Marc Oliver Bettzüge hatte eine Stiftungsprofessur an der Kölner Universität inne, die bis 2012 vom Stifterverband für die Deutsche Wissenschaft finanziert wurde.
Das Gutachten wurde am 30. August 2010 veröffentlicht. Die Bundesregierung verpflichtete alle drei Institute, ihren Überlegungen bestimmte Hypothesen (Annahmen) zu Grunde zu legen: Sie mussten die Folgen verschiedener Laufzeitverlängerungen mit einem sogenannten Basisszenario, dem bislang geplanten Atomausstieg, vergleichen.
Dazu kommentierte Die Zeit:

„Während aber bei allen Verlängerungsszenarien zusätzliche, vom Betrieb der Kernkraftwerke völlig losgelöste Klimaschutzmaßnahmen berücksichtigt werden, finden diese im Basisszenario nicht statt. Als ob Klimaschutz nur machbar wäre, wenn die Meiler länger am Netz blieben. Eine absurde Annahme. Drei Beispiele: Die Wärmedämmung von Gebäuden, der Verbrauch von Biokraftstoffen, ja selbst die zukünftige Leistung von Windkraftanlagen würden sich demnach bei einer Laufzeitverlängerung der Kernreaktoren besser entwickeln als ohne. Es ist, als vergleiche man Äpfel mit Birnen.“

### „Atomgipfel“; Einigung in der CDU-FDP-Koalition

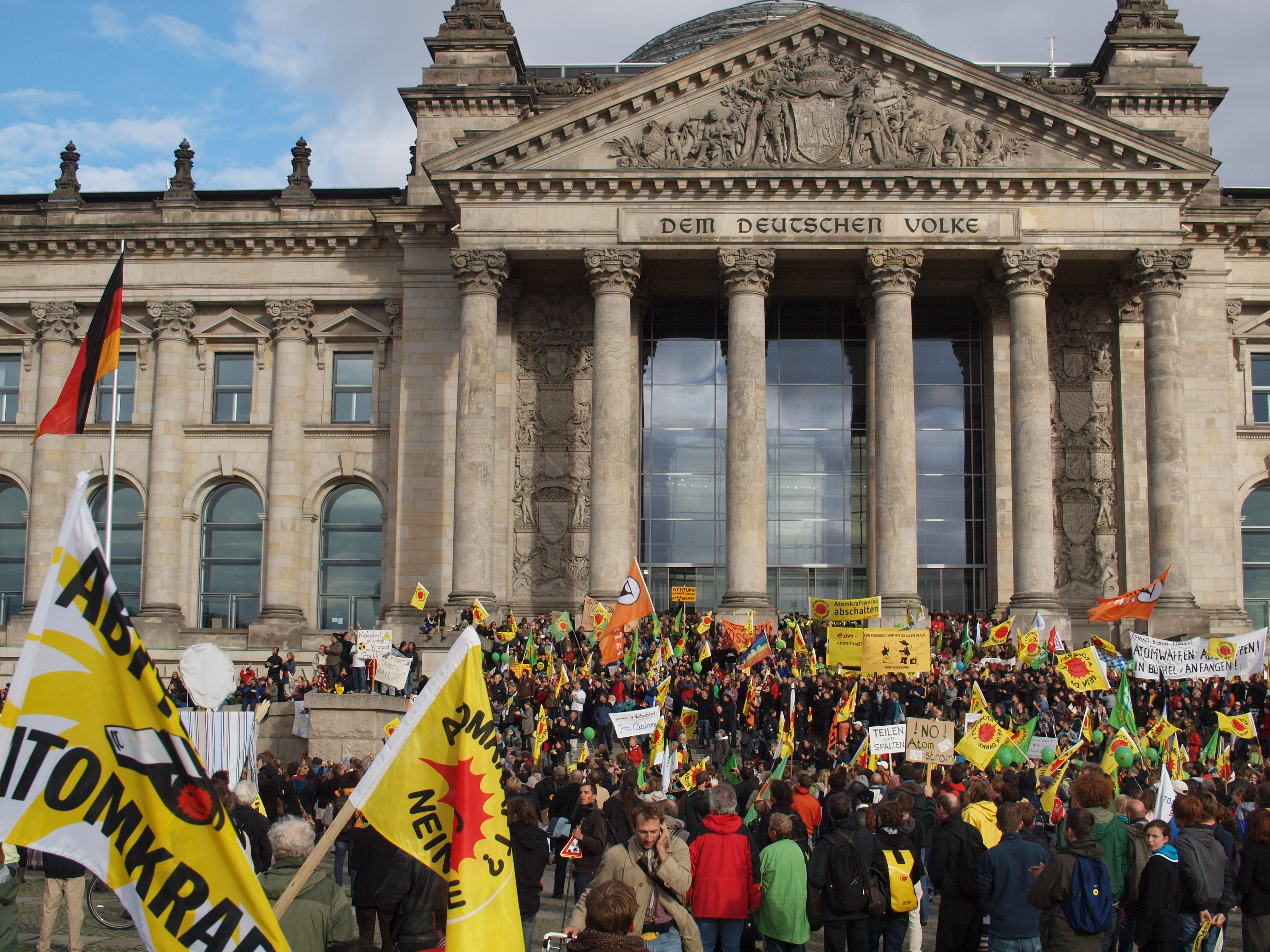
Protest am 18. September 2010 in Berlin vor dem Reichstag

Bundesumweltminister Norbert Röttgen (CDU) und Bundeswirtschaftsminister Rainer Brüderle (FDP) verkündeten am 5. September 2010, dass die deutschen Kernkraftwerke zusätzliche Stromerzeugungskapazitäten (auch „Reststrommengen“ genannt) in Höhe von 1.804,278 TWh bekommen sollten. Dies entspricht – legt man die durchschnittliche Erzeugung der Jahre 2000 bis 2008 zu Grunde – einer Verlängerung um durchschnittlich zwölf Jahre. Verschiedene Institute sowie die Prognosen der Bundesregierung kamen zum Ergebnis, die tatsächliche Verlängerung sei länger.
Nach dem in der Folgenacht am 6. September um 04:30 Uhr unterzeichneten Förderfondvertrag der Bundesregierung mit den großen vier Energiekonzernen bekamen die bis 1980 gebauten KKW zusätzliche „Reststrommengen“, mit denen sie acht Jahre länger hätten laufen können; neuere AKW bekamen zusätzliche Strommengen für 14 Jahre, mit der Referenzerzeugung 2000–2008. Im Gegenzug sollen die Energiekonzerne von 2011 bis 2016 eine neue Brennelementesteuer bezahlen; nach deren Auslaufen am 31. Dezember 2016 sollen sie ab 2017 neun Euro pro zusätzlich eingespeister MWh in einen Fonds zur „Finanzierung der Förderungsmaßnahmen zur Umsetzung des Energiekonzeptes“ einzahlen. Ob und in welcher Höhe die zukünftigen Fondsbeiträge erhoben werden, war auf Grund zahlreicher Ausnahmeklauseln nicht abzusehen. Zum Vergleich: 1 MWh = 1.000 kWh kosten den Endverbraucher über 200 Euro.
Beispiele für einige KKW mit rein rechnerisch verlängerten Laufzeiten:
- Isar 1 statt 2012 bis 2020
- Unterweser statt 2013 bis 2021
- Grafenrheinfeld statt 2015 bis 2029
- Grohnde statt 2019 bis 2033
- Isar 2 statt 2021 bis 2035
- Brokdorf statt 2022 bis 2036

Die deutschen Stadtwerke (oft auch „kommunale Versorger“ genannt) befürchteten massive Einbußen: Die Koalitionsvereinbarung werde sie mit 4,5 Milliarden Euro belasten. Sie forderten eine finanzielle Entschädigung – unter Berufung auf Vertrauensschutz: „Unsere Investitionen in Kraftwerke sind im Glauben auf politische Verlässlichkeit geschehen“. Die Auslastung ihrer Kraftwerksparks sinke durch die längeren Laufzeiten deutlich. Die Entscheidung entziehe auch allen zukünftigen Investitionen in Kraftwerke die Grundlage. Bis 2030 sei so viel Erzeugungskapazität vorhanden, dass es keine neuen Bauvorhaben geben werde. „Der Wettbewerb ist damit quasi tot.“ Auch der Deutsche Städtetag forderte Ausgleichszahlungen für die Stadtwerke. Längere Laufzeiten für Kernkraftwerke dürften die Investitionen in umweltfreundliche Energieerzeugung nicht gefährden, forderte Städtetags-Präsidentin Petra Roth.
Der Verband kommunaler Unternehmen (VKU) kritisierte den Atomvertrag ebenfalls.
Die Regierung plante zunächst, den Atomvertrag geheim zu halten, veröffentlichte ihn jedoch überraschend am 9. September 2010. In einer Sondersitzung des Bundestags-Umweltausschusses am 15. September 2010 sagte Bundesumweltminister Norbert Röttgen, dass weder er noch ein Vertreter seines Ministeriums am Atomgipfel mitgewirkt haben.
Am 18. September demonstrierten im Berliner Regierungsviertel zehntausende Kernkraftgegner gegen die beim Atomgipfel vereinbarten Laufzeitverlängerungen.
Am 28. September billigte das Bundeskabinett mehrere Gesetzentwürfe und brachte sie damit auf den gesetzgeberischen Weg. Danach wurde das Maßnahmen- und Gesetzespaket, das die Bundesregierung zusammenfassend „Energiekonzept“ nennt, von der Kanzlerin und fünf involvierten Ministern vorgestellt: Wirtschaftsminister Rainer Brüderle (FDP), Verkehrsminister Peter Ramsauer (CSU), Forschungsministerin Annette Schavan (CDU), Finanzminister Wolfgang Schäuble (CDU) und Umweltminister Norbert Röttgen (CDU).
Röttgen sprach von einem „Meilenstein in der Wirtschaftsgeschichte unseres Landes“.

### Abstimmung im Bundestag
Am 1. Oktober 2010 wurden die dazugehörenden Gesetze im Bundestag diskutiert. Die abschließende Gesetzeslesung am 28. Oktober 2010 ergab in namentlicher Abstimmung 309 Ja-Stimmen und 280 Nein-Stimmen, bei 2 Enthaltungen und 30 nicht abgegebenen Stimmen,
für die elfte Änderung des Atomgesetzes. Danach wurde die Laufzeit der 17 Kernreaktoren in Deutschland um durchschnittlich 12 Jahre verlängert. Bei Kernkraftwerken mit Beginn des Leistungsbetriebs bis einschließlich 1980 wurde die Laufzeit um 8 Jahre verlängert, bei den jüngeren Kernkraftwerken um 14 Jahre.

### Die Rolle des Bundesrates und der Bundesländer
Nach Auffassung der CDU/CSU-FDP-Koalition bedarf es bei der Neufassung des Atomgesetzes keiner Zustimmung des Bundesrates. Da Atompolitik ausschließlich in die Gesetzgebungskompetenz des Bundes fällt, sei dies kein „Zustimmungsbedürftiges Gesetz“. Auch die Änderung des Atomgesetzes 2002, die zum Atomausstieg führen sollte, war ohne Zustimmung des Bundesrates verabschiedet worden. Diese Überlegungen gewannen an Gewicht, als sich abzeichnete, dass die in NRW regierende CDU-FDP-Koalition unter Jürgen Rüttgers die Landtagswahl in Nordrhein-Westfalen 2010 verlieren würde und CDU, CSU und FDP dadurch ihre Mehrheit im Bundesrat verlieren würden.
Zahlreiche politische Akteure bekundeten, dass sie die Umgehung des Bundesrates für verfassungswidrig halten bzw. dass sie bei einem solchen Versuch vor dem Bundesverfassungsgericht klagen würden.
Im Sommer 2010 drohten neun der 16 Länder (Stand: August 2010) mit einer Verfassungsklage, sollte die CDU/CSU-FDP-Koalition die Laufzeitverlängerungs-Pläne ohne Mitwirkung des Bundesrats umsetzen wollen:
- die sechs SPD-regierten Bundesländer sowie
- das Saarland (Kabinett Müller III (Jamaica-Koalition))=, Thüringen (Kabinett Lieberknecht (schwarz-rot)) und Hamburg (Senat von Beust III und/oder Senat Ahlhaus, schwarz-grün).[26]

Die Länder begründen ihre Forderung nach Mitbestimmung
- mit der Atomaufsicht, die sie ausüben[27][28] sowie
- damit, dass sie finanziell mithaften müssen, wenn ein Kernkraft-Unfall passiert, bei dem große Mengen Radioaktivität in die Umgebung gelangen und dort Schäden verursachen (zu beiden Punkten siehe Atomgesetz (Deutschland)).

Bundestagspräsident Norbert Lammert meldete rechtliche Bedenken an und sagte, er „halte die gefundene Lösung, die auch ohne eine Zustimmung des Bundesrats realisiert werden soll, nicht für einen Geniestreich“. Der Alleingang berge ein „beachtliches verfassungsrechtliches Risiko“.
Eine Zustimmungspflicht des Bundesrates bejahten öffentlich (Stand September 2010) acht angesehene Staatsrechtler, darunter der Ex-Präsident des Bundesverfassungsgerichts Hans-Jürgen Papier und Joachim Wieland. Papiers Gutachten wurde am 2. Juni 2010 veröffentlicht. Der Staatsrechtler und CDU-Politiker Rupert Scholz dagegen wies in einem verfassungsrechtlichen Gutachten auf Parallelen zur Entscheidung des Bundesverfassungsgerichts zum Luftsicherheitsgesetz (4. Mai 2010) hin; in der rein quantitativen Erhöhung der Vollzugslasten (Laufzeitverlängerung) für Länder liege keine Zustimmungspflicht des Bundesrates begründet. Gegen eine Zustimmungspflicht äußerten sich zudem Vertreter des Wissenschaftlichen Dienstes des Bundestages, das Bundesministerium des Innern und das Bundesministerium der Justiz in einer gemeinsamen Stellungnahme und einige Staatsrechtler.
Am 10. November 2010 beschloss der Rechtsausschuss des Bundesrates mehrheitlich, dass die Atomnovelle zur Laufzeitverlängerung Bundesrats-zustimmungsbedürftig ist. Das Justizministerium von Rheinland-Pfalz hatte die Abstimmung beantragt.
Im Rechtsausschuss stimmten neun Länder für diese Rechtsauffassung, sechs stimmten dagegen, und ein Land (das schwarz-gelb regierte Schleswig-Holstein – Kabinett Carstensen II) enthielt sich der Stimme. Für diese Auffassung votierten neben SPD-geführten Ländern auch die Vertreter Hamburgs (CDU-Grüne) und des Saarlandes (Jamaika-Koalition). Die Abstimmung im Rechtsausschuss ist für das Plenum des Bundesrates nicht bindend. Am 26. November 2010 verabschiedete der Bundesrat die Laufzeitverlängerung ohne Anrufung des Vermittlungsausschusses.
Nach Ansicht der Grünen lief die Beratung im Umweltausschuss vor der Abstimmung im Bundestag „nicht rechtmäßig“ ab. SPD-Fraktionsgeschäftsführer Thomas Oppermann sagte, dass „der Bundestag in diesem Gesetzgebungsverfahren nicht in dem gebotenen Maß beteiligt wurde.“

### Gerichtliche Verfahren, insbesondere vor dem Bundesverfassungsgericht
Da die Bundesregierung das Gesetz zur Laufzeitverlängerung ohne Beteiligung des Bundesrates durchsetzte, kündigte die Opposition frühzeitig an, dagegen vor dem Bundesverfassungsgericht vorzugehen. Unabhängig davon kündigten neun Bundesländer dies ebenfalls an.
Greenpeace reichte am 3. Februar 2011 eine eigene Verfassungsbeschwerde ein. Greenpeace hatte schon zuvor auf Widerruf der Betriebsgenehmigung für sechs der ältesten Atomreaktoren in Deutschland geklagt: Biblis A und B, Isar 1, Philippsburg sowie Krümmel und Brunsbüttel.
Die Bundesländer Berlin, Bremen, Nordrhein-Westfalen, Brandenburg und Rheinland-Pfalz reichten am 28. Februar 2011 einen Antrag auf Normenkontrolle gegen die Verlängerung der Laufzeiten deutscher Kernkraftwerke ein. Jedenfalls Rheinland-Pfalz nahm seinen Antrag später zurück, da „das Bundesverfassungsgericht mit Urteil vom 6. Dezember 2016 den Bestand des Ausstiegsgesetzes von 2011 bestätigt“ habe.
Außerdem reichten die SPD-Bundestagsfraktion und die Grünen-Bundestagsfraktion am 4. März 2011 eine Normenkontrollklage ein.

### Moratorium
Am 11. März 2011 ereignete sich in Japan das Tōhoku-Erdbeben. Das Beben und der nachfolgende Tsunami verursachten schwere Schäden an mehreren japanischen Kernkraftwerken. Im Kernkraftwerk Fukushima Daiichi kam es zu einer Reihe von Nuklearunfällen, wodurch große Mengen an radioaktivem Material freigesetzt wurden.

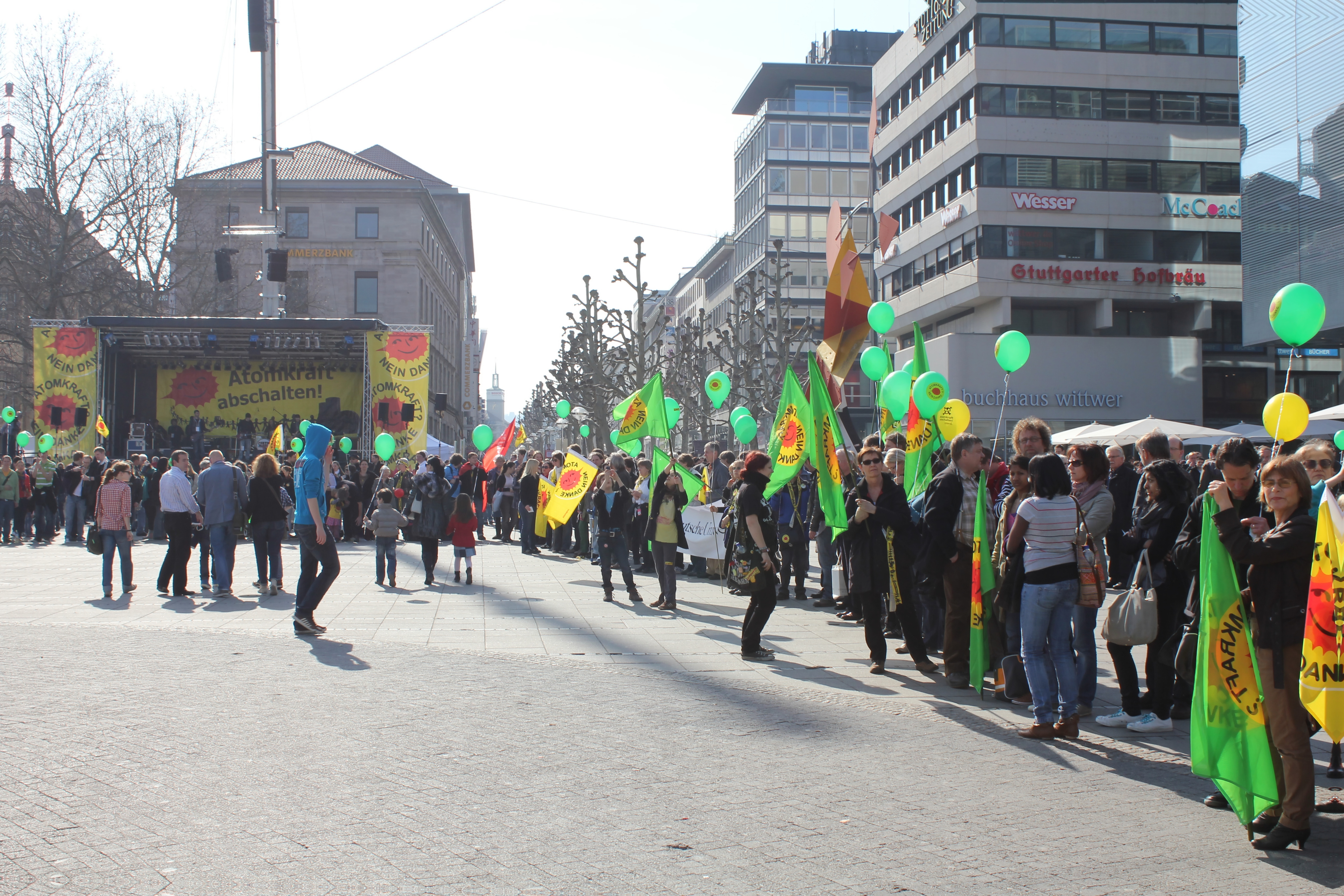
Menschenkette von Kernkraftgegnern am 12. März 2011 in Baden-Württemberg (hier am Rande des Schloßplatzes im Stuttgarter Regierungsviertel).

Die Unfallserie entfachte in Deutschland die Debatte über Kernenergie und Laufzeitverlängerung aufs Neue. Auch durch die am 27. März 2011 in Baden-Württemberg anstehenden Landtagswahlen wurde die Debatte Gegenstand der Tagespolitik.
Politiker der SPD und Grünen stellten die Laufzeitverlängerung in Frage. Umweltminister Norbert Röttgen bezeichnete die Diskussion zunächst als deplatziert. Später sagte er, die Regierung betrachte die Kernkraft „als Brücke, das heißt, sie ist ein Auslaufmodell“. Die Ereignisse hätten bewusst gemacht, „dass wir eine andere Energieversorgung brauchen.“ Japans Kernkraftwerke seien besonders sicher ausgelegt worden, „und trotzdem ist es passiert.“
Am 14. März sagte Guido Westerwelle nach einer FDP-Präsidiums-Sitzung, er könne sich vorstellen, den Laufzeitverlängerungsbeschluss auszusetzen. Am selben Tag gab Bundeskanzlerin Angela Merkel eine auf drei Monate befristete Aussetzung der Laufzeitverlängerung für deutsche Kernkraftwerke bekannt.
Am 15. März teilte die Bundeskanzlerin mit, dass die sieben ältesten deutschen Kernkraftwerke während des Moratoriums abgeschaltet werden sollen. Die vorübergehende Abschaltung betrifft die Kernkraftwerke Neckarwestheim I, Philippsburg I (Baden-Württemberg), Biblis A und B (Hessen), Isar I (Bayern), Unterweser (Niedersachsen) und Brunsbüttel (Schleswig-Holstein). Das seit 2009 abgeschaltete Kernkraftwerk Krümmel bei Hamburg bleibt während der drei Monate weiter außer Betrieb.
Die Rechtslage in dieser Angelegenheit ist noch ungeklärt, da die Regierung nicht ohne weiteres ein vom Parlament erlassenes Gesetz außer Kraft setzen darf. Der ehemalige Bundesverfassungsgerichtspräsident Hans-Jürgen Papier betrachtet die Vorgehensweise der Bundesregierung eher kritisch und spricht dabei sogar von „verfassungswidrigem Vorgehen“. Ein bereits verabschiedetes Gesetz könne ihm zufolge nur das Bundesverfassungsgericht aussetzen: „Ein Moratorium ist denkbar, aber nur im Wege der Gesetzesänderung.“
Die Opposition kritisierte den plötzlichen Kursschwenk der Bundesregierung als nicht glaubwürdig. Die SPD warf der Regierung politischen Opportunismus aufgrund der bevorstehenden Landtagswahlen vor; die Bundesregierung wolle keine ernsthaften Konsequenzen aus der Entwicklung ziehen. Ansonsten müssten die alten Kernreaktoren sofort abgeschaltet und die Restlaufzeiten der anderen Meiler begrenzt werden. Dazu wurde von der SPD ein neues Abschaltgesetz gefordert.
Am 16. März 2011 bezogen sich die Bundesregierung und die für die Kernkraftwerke zuständigen Umweltminister der Länder auf das Atomgesetz (§ 19 Absatz 3) und begründeten die einstweilige Stilllegung damit, dass es „das Atomgesetz erlaubt, bei einem Gefahrenverdacht die einstweilige Betriebseinstellung anzuordnen. Ein derartiger Verdacht ist gegeben, wenn sich wegen begründeter Unsicherheiten im Rahmen der Risikovorsorge Schadensmöglichkeiten nicht völlig ausschließen lassen.“
Am 18. März 2011 bewertete Bundesumweltminister Röttgen die neue Situation mit den Worten: „Wir machen erstmals die Erfahrung, dass sich auch ein klitzekleines Restrisiko realisieren kann.“ Am 22. März gab Bundeskanzlerin Merkel die Einsetzung einer Ethikkommission für sichere Energieversorgung bekannt. Außerdem wurden alle 17 deutschen Kernkraftwerke einer Sicherheitsprüfung unterzogen. Die dafür verantwortliche Reaktorsicherheitskommission (RSK) veröffentlichte am 16. Mai 2011 eine Stellungnahme, aus der sich keine Hinweise auf eine Notwendigkeit zur unverzüglichen Abschaltung deutscher Kernkraftwerke ergaben.
Am 23. März 2011 wurde bekannt, dass der Bundesminister für Wirtschaft und Technologie, Rainer Brüderle, vor Industrievertretern (BDI) zugegeben hätte, dass das Moratorium nach dem Tōhoku-Erdbeben 2011 nicht aus Sachgründen erfolgte, sondern Wahlkampf-Taktik sei.
Am 15. April 2011 lud die Bundeskanzlerin die Ministerpräsidenten aller Bundesländer nach Berlin ein. Nach dem Treffen gab sie bekannt, das Bundeskabinett werde am 6. Juni 2011 die erforderlichen Gesetzentwürfe für den Atomausstieg billigen. Es sei „Eile geboten“.

## Interessenlage der Betreiber
Betriebswirtschaftlich betrachtet hat ein Betreiber Interesse am Betrieb einer Anlage, so lange die Einnahmen durch den Betrieb die variablen Kosten überschreiten (= so lange Deckungsbeiträge erzielt werden).
Alle KKW sind praktisch abgeschrieben; alle Betreiber haben in ihren Bilanzen hohe Rückstellungen für den Abriss eines Kernkraftwerkes gebildet. Alle haben auch ein Interesse an einem Weiterbetrieb, weil sie dann längere Zeit diese Rückstellungen unangetastet lassen können; sie sorgen für Einnahmen durch Kapitalerträge. Das Öko-Institut schrieb im Jahr 2000:
„Je länger die Kernkraftwerke in Betrieb sind, um so größer sind die Zins- und Beteiligungserträge, da dann mehr Rückstellungen angesammelt und die angesammelten Rückstellungen später in Anspruch genommen werden. Deshalb stellen die Rückstellungen faktisch einen erheblichen finanziellen Anreiz zum möglichst langfristigen Betrieb der Kernkraftwerke dar.“
Ein Sprecher des Instituts forderte: „Um Chancengleichheit auf dem Strommarkt herzustellen und den wirtschaftlichen Anreiz zum Betrieb von Kernkraftwerken zu reduzieren, müssen die Rückstellungen in einen Fonds überführt werden, der dem Zugriff der Kraftwerksbetreiber entzogen ist“.
2005 wurde der wirtschaftliche Anreiz von Eurosolar kritisiert.
Die Stadtwerke Schwäbisch Hall reichten 2005 eine Klage beim Europäischen Gerichtshof (EuGH) ein. Der EuGH lehnte mit Urteil vom 29. November 2007 (C-176/ 06) die Klage als unzulässig ab.
Die angesammelten Rückstellungen betrugen Ende 2008 insgesamt 27,5 Milliarden Euro.

## Kritik
Der Sachverständigenrat für Umweltfragen der Bundesregierung bewertete die beschlossene Laufzeitverlängerung in einer ausführlichen Stellungnahme zum Energiekonzept der Bundesregierung wie folgt:

„Der Sachverständigenrat für Umweltfragen (SRU) hält die geplante Laufzeitverlängerung der
Atomkraftwerke für einen Fehler, da diese zu den Zielen des Energiekonzepts und zum
Aufbau einer nachhaltigen Stromversorgung in Widerspruch steht und womöglich
gravierende Folgen haben könnte.“

„Wir raten der Bundesregierung dringend davon ab, die Laufzeiten für Kernkraftwerke zu verlängern. Längere Laufzeiten sind keine Brücke, sondern ein Investitionshindernis für die erneuerbaren Energien.“

Im Sommer 2011, also nach Rücknahme der Laufzeitverlängerung, äußerte sich Lammert zu selbiger.

„Was Lammert von Merkels Atompolitik hält, zelebriert er bei einem Besuch der Mainzer Glasfirma Schott. ‚Es hat sich mit der prominentesten Bekehrung an der Spitze der Regierung nun mal eine Veränderung der Risikobeurteilung ergeben‘, …
Jetzt will Lammert aber darlegen, wie dilettantisch Merkel im September die Laufzeiten der Meiler verlängert hat. Er kritisiert die ‚Oberflächlichkeit der Festlegung‘ auf durchschnittlich zwölf Jahre, die ihm völlig willkürlich erschienen sei. ‚Das war Pi mal Daumen.‘
… ‚Und vor allem habe ich es für eine ausgemachte Dummheit gehalten, den Bundesrat zu beleidigen und die Länder außen vor zu halten.‘ Die ‚Anmaßung‘, ein Konzept von 40-jähriger Dauer ohne breiten Konsens beschließen zu wollen, sei ‚entweder arrogant oder weltfremd‘ gewesen. ‚Es war ein schlichter Fall von Hochmut.‘
Lammert hatte in der Sitzung des CDU-Vorstands zwei Wochen vor der Laufzeitverlängerung seine Bedenken geäußert.“

### Umbau des Stromnetzes
Für den stabilen Betrieb des Stromnetzes wird Regelleistung benötigt. Durch den steigenden Anteil von Solar- und Windenergie an der Stromerzeugung nimmt der Bedarf zu. Ob Kernkraftwerke für die Erzeugung von Regelenergie ausgelegt, geeignet und/oder zugelassen sind, ist umstritten.
Die Fähigkeit zum Lastfolgebetrieb war für die meisten deutschen Kernkraftwerke (KKW) ein konzeptbestimmendes Auslegungskriterium. Daher sind die Kernüberwachung und die Reaktorregelung schon beim Entwurf der Reaktoren so ausgelegt worden, dass keine nachträgliche Ertüchtigung der Anlagen für den Lastfolgebetrieb nötig ist.
Die bayerische Staatsregierung antwortete auf Anfrage, dass alle bayerischen KKW für den Lastfolgebetrieb ausgelegt sind. Auf eine Große Anfrage der SPD-Fraktion im Bundestag wurde geantwortet, dass Kernkraftwerke in einem gewissen Umfang – Leistungsgradienten bis 2 Prozent pro Minute in einem Bereich zwischen 60 % und 100 % der Nennleistung – Regelleistung bereitstellen können; dafür lägen auch ausreichende Betriebserfahrungen vor. Für die größeren Reaktoren bedeutet dies Lasthübe von 400 MW innerhalb einer Viertelstunde, was zum Ausgleich normaler Windschwankungen ausreicht. Größere Gradienten und Lasthübe wären möglich, würden aber administrative und technische Optimierungen im Anlagenbetrieb erfordern.
Technisch ist es jedoch derzeit nicht möglich, Kernkraftwerke komplett vom Netz zu nehmen und kurze Zeit später wieder zuzuschalten. Durch den verstärkten Ausbau erneuerbarer Energien könnte aber – laut Volker Quaschning – genau diese Betriebsweise bereits in wenigen Jahren gefordert sein. Wolfgang Renneberg kam 2011 in einer Studie zu dem Schluss, dass Kernkraftwerke allenfalls bedingt für den sogenannten Lastfolgebetrieb geeignet sind.
Seit Strombörsen in Europa Stromhandel betreiben und die Preise veröffentlicht werden, ist Akteuren und Öffentlichkeit bewusster als früher, wie wichtig die Regelleistung ist.

### Mangelnde Sicherheit/Nachhaltigkeit
Sicherheitstechnisch ist eine Laufzeitverlängerung umstritten. Es wird behauptet, dass altersbedingt die Wahrscheinlichkeit von Störfällen steige, die KKW nicht dem neuesten Stand der Technik entsprächen und alte KKW konstruktive Mängel hätten, die man auch durch aufwändige Modernisierungen nicht beheben könne. Unter dem Einfluss der ionisierenden Strahlung sowie bei häufigem An- und Abfahren der Kraftwerke würden viele Kraftwerks-Bauteile Materialermüdungen erleiden, die zu Störfällen führen könnten.
Dem stehen jedoch Aussagen gegenüber, dass die deutschen Kernkraftwerke für einen Lastfolgebetrieb während der gesamten Lebensdauer ausgelegt wurden. Entsprechend wurde die Anzahl der Lastwechsel auch relativ hoch angesetzt. Die mit den jeweiligen Lastwechseln verbundenen Beanspruchungen wurden für ermüdungsrelevante Bauteile ermittelt und bei der Dimensionierung berücksichtigt. Folgende Werte wurden für einen DWR im Bereich von 40 bis 100 % der Nennleistung angesetzt:
| Laständerung   | Anzahl Lastwechsel |
| -------------- | ------------------ |
| 100 – 80 – 100 | 100.000            |
| 100 – 60 – 100 | 15.000             |
| 100 – 40 – 100 | 12.000             |

Da die deutschen KKW in ihrer bisherigen Betriebszeit überwiegend mit konstanter Leistung für die Abdeckung der Grundlast betrieben wurden, wären im Falle einer Laufzeitverlängerung auch hinsichtlich der Materialermüdung noch erhebliche Reserven vorhanden.

### Mehr radioaktiver Abfall
Die Menge des erzeugten radioaktiven Abfalls ist ungefähr proportional zur erzeugten Strommenge. Längere Laufzeiten bedeuten mehr radioaktiven Abfall. Hierfür gibt es – ebenso wie für den bislang angefallenen radioaktiven Abfall – weder Endlager noch ein nachhaltiges Entsorgungskonzept. Gegen den Transport (Castor) und die Lagerung von radioaktivem Abfall in Gorleben richtet sich schon von Beginn an massiver Widerstand.
Die von der Bundesregierung im September 2010 geplante Verlängerung der Laufzeiten für Kernkraftwerke hätte gegenüber der Planung zum Atomkonsens die neu entstehende Menge an radioaktivem Abfall verdreifacht.
Laut Daten des Bundesamts für Strahlenschutz (BfS) sowie Berechnungen von Greenpeace wären zusätzlich angefallen:
- 4400 bis 4800 Tonnen hochradioaktiver Abfall sowie
- 9200 Kubikmeter schwach- und mittelradioaktiver Abfall.

(Zum Vergleich: Die endzulagernde Menge an konventionellem Sondermüll (außerhalb der Kernenergie in Untertagedeponien zu verbringende Abfälle) beträgt in Deutschland zwischen 200.000 und 700.000 Tonnen pro Jahr.)

### Investitionsunsicherheiten
Die Aufkündigung des Atomkonsenses aus dem Jahr 2000 durch die Laufzeitverlängerung im Rahmen des Energiekonzepts Ende 2010 bedeutet einen weitreichenden Eingriff in die Rahmenbedingungen der Energiewirtschaft. Viele Unternehmen hatten ihre Investitionsstrategien auf ein zügiges Auslaufen der Stromproduktion aus Kernkraftwerken abgestimmt. So sagt Albert Filbert, Vorsitzende der Stadtwerkevereinigung VKU: „Unsere Investitionen in Kraftwerke sind im Glauben auf politische Verlässlichkeit geschehen. […] Die Entscheidung [zur Laufzeitverlängerung, Anm. d. Red.] entzieht auch allen zukünftigen Investitionen in Kraftwerke die Grundlage.“
„Das Energiekonzept schafft somit nicht Orientierungssicherheit zu wichtigen Zukunftsfragen, sondern trägt im Gegenteil dazu bei, dass Rechts- und Investitionsunsicherheiten bestehen bleiben, die die Entwicklungsdynamik der erneuerbaren Energien in den nächsten Jahren gefährden können. Es ist zu erwarten, dass entsprechend wesentliche und für den schnellen Übergang der Energieversorgung notwendige Investitionsentscheidungen vertagt werden.“

### Kernenergie und Klimaschutz
Begründet wurde die Laufzeitverlängerung unter anderem mit Klimaschutz-Argumenten, da im laufenden Betrieb eines Kernkraftwerks keine direkten CO2-Emissionen anfallen.
Einem Arbeitspapier des Öko-Instituts 2007 zufolge fallen bei Betrachtung des gesamten Lebenszykluses verschiedener Energieformen mit dem Computerprogramm GEMIS folgende CO2-Äquivalente pro kWhel an:
- AKW (Uran nach Import-mix): 32 Gramm
- AKW (Uran nur aus Russland): 65 Gramm
- Biogas-Blockheizkraftwerk: -409 Gramm
- Windpark onshore: 24 Gramm
- Windpark offshore: 23 Gramm
- Wasserkraftwerk: 40 Gramm
- Solarzelle (multikristallin): 101 Gramm
- Solarzelle-Import (Spanien): 27 Gramm

(Zitiert werden nur Emissionen von Kernenergie und erneuerbarer Energien.)

## Proteste der Bevölkerung

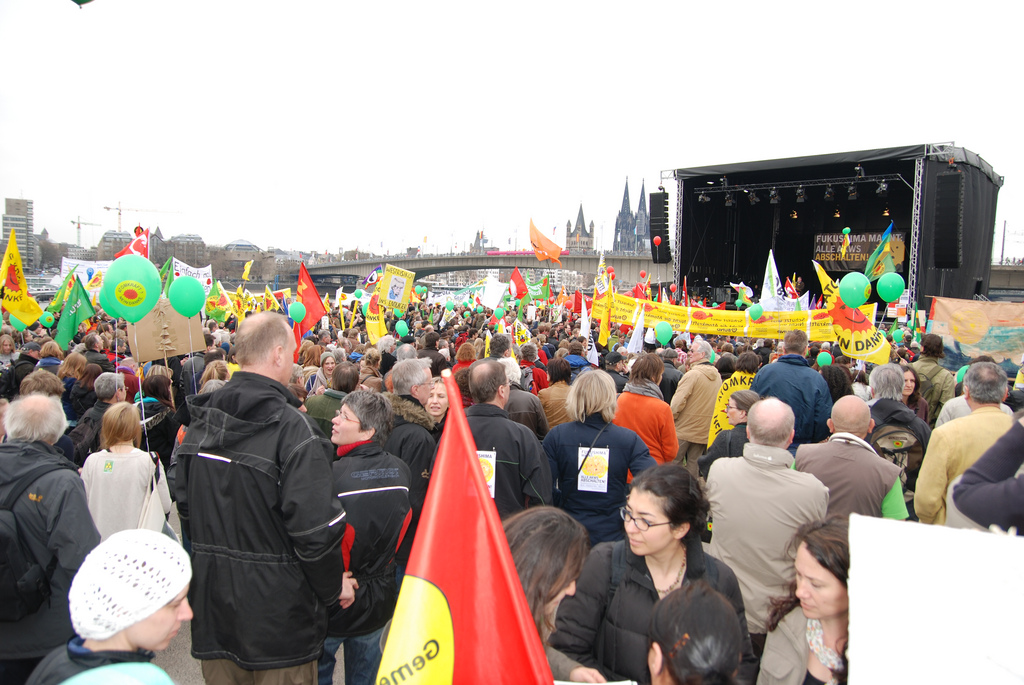
Großkundgebung in Köln, 26. März 2011

Die öffentlichen Proteste gegen die anstehende Laufzeitverlängerung hatten eine Größenordnung wie die Anfang der 1980er Jahre gegen die Kernenergie, so waren zum Beispiel bei einem Treck nach Hannover im März 1980 gegen den Bau einer Wiederaufbereitungsanlage in Gorleben 100.000 Menschen auf den Straßen der niedersächsischen Hauptstadt.
Im September 2009 demonstrierten über 50.000 Menschen in Berlin, im April 2010 bildeten 120.000 Menschen eine Aktions- und Menschenkette von Krümmel nach Brunsbüttel, im September 2010 trafen sich über 100.000 Menschen zur Umzingelung des Bundestags und im Oktober 2010 demonstrierten 50.000 Menschen in München. Am 12. März 2011 bildeten nach Polizeiangaben rund 60 000 Personen eine Menschenkette vom Kernkraftwerk Neckarwestheim zum Landtagsgebäude in Stuttgart um anschließend in der Baden-Württembergischen Landeshauptstadt auf dem Schlossplatz gegen die Laufzeitverlängerung und die Energiepolitik der Koalition aus CDU und FDP zu protestieren.
Eine Petition: Nukleare Ver- und Entsorgung – Einhaltung der Verträge zur Abschaltung der Atomkraftwerke bis zum Jahr 2023 wurde am 17. August 2010 eingereicht und fand bis zum 22. Oktober 2010 73.978 Mitunterzeichner. Ziel war, die Entscheidung im Bundestag zu beeinflussen und die Laufzeitverlängerung abzuwehren, beziehungsweise den von der Vorgängerregierung bereits beschlossenen Atomausstieg und die Stilllegung der Atomkraftwerke zu vollziehen.
Die Online-Kampagnenplattform Avaaz startete eine Unterschriftensammlung. Ziel der Aktion ist, dem Bundestag 200.000 Unterschriften für den Atomausstieg zu überreichen.
Nach Umfrageergebnissen im Sommer 2010 sind 77 Prozent der Deutschen gegen eine Laufzeitverlängerung von 15 Jahren oder mehr, 48 Prozent sind gegen jegliche Laufzeitverlängerung.
Angesichts der Katastrophe von Fukushima kamen am 26. März 2011 insgesamt 250.000 Menschen zu Großdemonstrationen in Hamburg, Köln, München und Berlin zusammen und forderten den sofortigen Ausstieg aus der Atomenergie.

## Wirtschaftliche Aspekte

### Spezifische Kosten pro installiertem Kilowatt
Im Juli 2009 veröffentlichte das Bundesministerium für Umwelt, Naturschutz und Reaktorsicherheit (BMU) eine in seinem Auftrag erstellte Studie. Die Autoren schrieben ein kurzes Kapitel zum Thema Laufzeiten:

„III.3.4. Laufzeiten
Eines der Merkmale der AKW der Baulinie ―GenerationIII/III+ ist ihre Auslegung für eine Laufzeit von etwa 60 Jahren, während die Vorgänger-Reaktoren für etwa die Hälfte dieser Laufzeit ausgelegt sind. Bei einer Kraftwerkstechnik, die sich durch hohe Fixkosten auszeichnet, sollte man eigentlich meinen, dass eine Verdoppelung der gesamten Laufzeit die spezifischen Betriebskosten pro kWh erheblich reduzieren würde; das trifft aber nicht zu. Bankkredite müssen innerhalb von 15-20 Jahren getilgt werden. In einer abgezinsten Cashflow-Kalkulation haben Kosten und Erträge in der Vorausberechnung von mehr als 10-15 Jahren kein großes Gewicht mehr. Staatliche Kreditbürgschaften wie zum Beispiel diejenigen der US-Regierung haben u. a. den großen Vorteil, dass ihre Laufzeit bis zu 30 Jahren betragen kann.
Es gibt eine Tendenz zur Laufzeitverlängerung bestehender AKW. Reaktoren des PWR-Typs werden für verlängerte Laufzeiten von über 40 Jahren für geeignet gehalten – trotz ihrer ursprünglichen Auslegung für lediglich etwa 30 Jahre. Laufzeitverlängerungen können erhebliche Ersatzinvestitionen v.a. für ausgediente Großkomponenten wie Dampferzeuger oder Druckbehälterdeckel sowie Nachrüstungen zur Erhöhung der Reaktorsicherheit erfordern. Der gesamte Reaktorbestand der USA stammt von Bauaufträgen der Jahre 1963–1973, einer Zeit, deren Technologiestandards mit denen von heute kaum noch zu vergleichen sind.
Trotz solcher Zusatzinvestitionen scheinen Laufzeitverlängerungen in den USA aus der EVU-Perspektive eine ökonomisch sinnvolle Option, die von vielen AKW-Betreibern deshalb auch vielfach verfolgt wird. Ob diese Auffassung sich als richtig erweisen wird oder ob hohe und vielleicht prohibitive Nachrüstungen notwendig werden, um die Anlagen in korrektem und genehmigungsfähigen Zustand zu halten, wird sich zeigen müssen.
Hinsichtlich der Kapitalkosten ist eine Laufzeitverlängerung (PLEX) viel billiger als ein Neubau. Einige Kostenberechnungen kommen zu dem Ergebnis, dass die durchschnittlichen Kosten von PLEX nur 10-50 $/kW ausmachen; die Neuinvestition für ein Erdgaskraftwerk betragen ca. 400-500 $/kW. Im Fall des AKW Duke Power in den USA schätzt der Betreiber die Kosten zur Erlangung einer Laufzeitverlängerung sogar auf nur 4-6 $/kW.245 Überdies dürfte der Rückstellungsfonds für die Stilllegung am Ende des Verlängerungszeitraums hinreichend angefüllt sein, um einen großen Teil der Betriebskosten durch die freiwerdenden überschüssigen Rückstellungen abzudecken.“

### Senkung des Strompreises
Ob im Falle von Laufzeitverlängerungen die Strompreise zum Beispiel für Privathaushalte sinken würden, wird kontrovers diskutiert. Die Energieversorger verweisen darauf, dass sich der Strompreis am Markt bilde und nicht durch einen Vertrag festzulegen sei. Der ehemalige Präsident des Umweltbundesamtes Andreas Troge (CDU) bezeichnete eine Preissenkung durch Laufzeitverlängerung als „unrealistisch“. Er wies darauf hin, dass der Preis von Strom an der Strombörse 2009 und 2010 deutlich niedriger war als 2008 und dass die Stromversorger gleichwohl die Preise erhöhten. Selbiges kritisierte unter anderem das Deutsche Institut für Wirtschaftsforschung (DIW).
Laut Öko-Institut (2008) ergibt sich für einen Drei-Personen-Musterhaushalt mit einem Jahresverbrauch von 3500 Kilowattstunden durch die Laufzeitverlängerung eine monatliche Ersparnis von 12 Cent. Generell wird bezweifelt, dass die wahrnehmbare Dämpfung der Stromhandelspreise bei einer Laufzeitverlängerung auch bei den Energieverbrauchern (speziell den Privathaushalten) ankommt.
Nach einer Studie des Ökostromanbieters Lichtblick (2010) würde ein durchschnittlicher Haushalt maximal zwölf Euro jährlich sparen. Wenn die Kosten für die geplante Brennelementesteuer von den Energieversorgern an die Verbraucher weitergegeben werden, müsste eine vierköpfige Familie jährlich 60 Euro mehr für Strom bezahlen.
Nach einer gemeinsamen Studie der energiewirtschaftlichen Institute r2b energy consulting GmbH in Köln und des EEFA Instituts in Münster im Auftrag des Bundesverbands der Deutschen Industrie (BDI) könnte eine Laufzeitverlängerung auf die derzeit in vielen Ländern festgelegten 60 Jahre (Stilllegung 2035 bis 2049) langfristig unter anderem private Haushalte um 144 Euro pro Jahr entlasten und rund 62.000 neue Arbeitsplätze schaffen. Die EEFA erstellt u. a. auch als Mitglied der Arbeitsgemeinschaft Energiebilanzen diese für die Bundesrepublik Deutschland und koordiniert die Erstellung der nationalen Energiestatistiken für die Internationale Energieagentur (IEA).
Im Gegensatz hierzu, ergeben sich selbst aus der Studie, welche dem Energiekonzept der Bundesregierung zu Grunde liegt, langfristig keine positiven volkswirtschaftlichen Effekte durch eine Laufzeitverlängerung. „Die Energieszenarien der Bundesregierung lassen auch nicht auf wesentliche gesamtwirtschaftliche Vorteile einer Laufzeitverlängerung schließen. Der Strompreis für die privaten Haushalte wird durch die Variation der Laufzeiten kaum beeinflusst. Mittelfristig wirkt sich die Laufzeitverlängerung – unter der Annahme geringer Nachrüstkosten für Kernkraftwerke (A-Szenarien) – kostendämpfend vor allem auf die Strompreise für die stromintensive Industrie aus. Die Studie deutet allerdings darauf hin, dass hierdurch Kosten lediglich in die Zukunft verschoben werden: So sind die Endverbraucherpreise im Jahr 2050 gemäß der Studie für die stromintensive Industrie umso niedriger, je kürzer die Laufzeitverlängerung ausfällt.“
Die Laufzeitverlängerung bei gleichzeitigem unvermindert raschem Ausbau regenerativer Energien könnte aber auch zu höheren Belastungen führen. Bei hohem Solarstrahlungsangebot oder Starkwind kann die Leistung von Photovoltaik- und Windkraftanlagen und gleichzeitig betriebenen Kernkraftwerken die Nachfrage deutlich übersteigen. Da sich Kernkraftwerke nur in einem begrenzten Maße abregeln lassen, müssen dann auch regenerative Kraftwerke vom Netz gehen, die für den Ausfall zu entschädigen sind.

### Zusatzgewinne für KKW-Betreiber
- Laut Öko-Institut machen sie im gesamten Zeitraum der Verlängerung 63 Milliarden Euro Zusatzgewinne (E.ON 27,5; RWE 17; EnBW 14; Vattenfall 4,5).[93]
- Laut einer Studie der Landesbank Baden-Württemberg aus dem Jahr 2009 würden die KKW-Betreiber
  - bei einer Laufzeitverlängerung von 10 bis 25 Jahren und einer moderaten Strompreisannahme von 51 Euro je MWh 44 bis 119 Milliarden Euro zusätzlich einnehmen;
  - bei einer Strompreisannahme von 80 Euro je MWh beliefen sich die Mehreinnahmen auf 233 Milliarden Euro (25 Jahre).[98]

## Rücknahme der Laufzeitverlängerung
Nach der Katastrophe in Fukushima (Japan) im März 2011 hat der Deutsche Bundestag am 30. Juni 2011 das Dreizehnte Gesetz zur Änderung des Atomgesetzes (AtG) beschlossen, mit dem die Laufzeitverlängerungen deutscher Kernkraftwerke wieder zurückgenommen werden. Das Gesetz regelt unter anderem die einzelnen Restlaufzeiten aller deutschen KKW neu und gibt deren zeitliche, stufenweise Abschaltung vor. Nach dem Gesetz muss das letzte deutsche KKW im Jahre 2022 vom Netz genommen und abgeschaltet werden. Das Gesetz trat am 6. August 2011 in Kraft.
Infolge des russischen Überfalls auf die Ukraine wurde in Deutschland über eine Laufzeitverlängerung der verbliebenen drei Kernkraftwerke über das Ende des Jahres 2022 hinaus diskutiert. Nach einer Laufzeitverlängerung um dreieinhalb Monate wurden die letzten drei deutschen Kernkraftwerke am 15. April 2023 heruntergefahren. Diese Entscheidungen sind Gegenstand im 2. Untersuchungsausschuss der 20. Wahlperiode des Deutschen Bundestages.